# Авиастроение
Авиастроение — отрасль общего машиностроения развивающаяся на базе предприятий авиационной промышленности — направление межгосударственной состязательной научно-технической и производственной деятельности, обеспечивающая необходимые условия для создания и внедрения в серийное производство, в установленные сроки, перспективных летательных аппаратов (ЛА) различного назначения, используемых в пределах земной атмосферы и удовлетворяющих требованиям заказчика. Определяет собой ряд направлений совместной научно-технической и производственной деятельности различных предприятий: учебных, научно-исследовательских, проектных, лётно-испытательных, промышленных предприятий общего машиностроения (включая предприятия авиационной промышленности), а также различных предприятий смежных отраслей промышленности. Развитие авиастроения стимулируется текущими потребностями обеспечения обороноспособности и экономического развития государств и достигается взаимодействием и прогрессом в областях развития авиационной науки, техники, технологии производства, накапливаемым опытом наземной и лётной эксплуатации опытных и серийных ЛА различного назначения. Достижения в областях авиастроения имеют принципиальное значение в обеспечении обороноспособности, геополитического и технико-экономического суверенитета — в первую очередь для экономически развитых государств. В государствах с жёсткой централизацией управления экономикой, в общей структуре производственных элементов авиастроения — предприятия авиационной промышленности являются исполнительным базисом опытного и серийного производства. Виды производственной деятельности в области авиастроения подразделяется на следующие направления: дирижаблестроение, самолётостроение, вертолётостроение, авиадвигателестроение и т. д.

## Истоки
Стремление летать. В истории древнего мира известна особая категория людей одержимых мечтой летать и всемерно стремящихся добиться её осуществления путём создания искусственных летательных средств. Мечта о полёте всех древних народов отражена в религиозных представлениях, сказках, легендах и поверьях в которых — боги, ангелы и демоны — наделены крыльями. С позиции Христианства — стремление человека обрести крылья может быть неверно истолковано как проявление гордыни или своеобразное проявление страстности (неуёмного интереса) — якобы подтверждающей притчу о Первородной повреждённости человеческой души… Так или иначе, с древних времён человек, в своём стремлении летать, и при этом — полностью осознавая потенциальную опасность любого полёта для своей жизни — стал изобретать и создавать всевозможные летательные средства, которые вполне соответствовали опытными образцами авиационной техники своего времени… В древних легендах и сказках, люди наделяя крыльями представителей добра и зла — подсознательно определили основной фактор, определяющий необходимые и достаточные условия для прогрессивного развития в первую очередь боевых, а также и транспортных летательных средств. Широко известный древний миф о полёте Икара, определяет, отнюдь не амбициозную, а целевую спасательную функцию созданных Дедалом — летателных средств (крыльев), при этом содержит весьма подробное описание их устройства (наличие кривизны его профилей, размеры перьев), технологии изготовления крыльев, инструкции выполнения взлёта с возвышенности. Актуальность легенды о падении Икара абсолютно не утрачена, она на все времена определила незыблемое правило строжайшего исполнения в полёте всех предписаний и инструкций разработчика и испытателя летательного средства. Первые попытки выполнить полёт на собственноручно изготовленных крыльях — свидетельство проявления незаурядных творческих способностей, ремесленного мастерства и личной отваги пилотов древней истории. Их полёты не прерывались трагически, если пилот благоразумно ограничивал себя малой высотой старта или кратковременными планирующими подлётами при разбеге. Об этом упоминается, например в найденные в Чудском монастыре рукописи Даниила Заточника (XIII в.), которая, независимо от различных толкований, определённо свидетельствует о том, что древние пилоты многократно совершали короткие планирующие полёты на искусственных крыльях.
В XII—XIII вв. предпринимались попытки создать летательные средства реализующие аэродинамический принцип создания подъёмной силы используя неподвижное (распластанное) крыло для осуществления «планирующего» полёта и комбинированный аэродинамический принцип осуществления «гребного» полёта (использование машущих крыльев в качестве средства создания подъёмной силы и движителя). С учётом того, что на данный момент не обнаружено каких-либо документальных подтверждений свидетельствующих о каких-либо теоретических изысканиях (рисунков и расчётов) сопровождающих процессы создания конкретных древних летательных средств — был сделан определённый вывод о том, что все древние летательные средства создавались исключительно методом копирования крыльев видов птиц и поэтому не внесли какого либо вклада в теорию полёта и не послужили базовыми образцами для последующих научно-технических изысканий в областях создания перспективных образцов авиационной техники реализующей аэродинамический принцип полёта.
В начале XIV в., в 1306 г. в Китае, впервые в мире был изготовлен и выпущен в полёт летательный аппарат реализующий аэростатический принцип получения подъёмной силы — воздушный шар наполненный горячим дымом.
Примерно в XII—XIII вв. в Европе впервые узнали о широком применении в китайской и монгольской армиях (для устрашения противника и в качестве сигнальных средств) привязных летательных аппаратов, использующих для полёта аэростатический принцип создания подъёмной силы (воздушных змеев особой конструкции) — впервые созданных в Китае и заимствованных в Монголии. Наиболее сложные в конструктивном отношении «змеи» представляли собой наполняющиеся ветром, полые длинные оболочки сложной конфигурации, подкреплённые лёгким каркасом, и внешне подобные сказочным существам — «летающим драконам» — в виде толстой змеи с короткими лапами и зубастой пастью. Технология изготовления и техника применения «драконов» была отработана на высоком уровне. От воздушных «драконов» впоследствии произошло имя нарицательное «воздушный змей» для всех — аналогичных по принципу создания подъёмной силы привязных летательных аппаратов, различного конструктивного исполнения — создаваемых в XIII—XIV вв.
К началу XV в. в результате поиска возможных средств и способов передвижения по воздуху, сформировалось несколько предполагаемых направлений развития авиационной техники по принципу создания подъёмной силы: аэродинамические летательные средства — с неподвижным крылом; с крыльями приводимыми в движение пилотом; аэростатические летательные средства — привязные (воздушные змеи); заполненные нагретым воздухом оболочки. Успешное развитие и практическое применение этих направлений могло быть обеспечено на основании более углублённых теоретических представлений о процессе осуществления управляемого полёта на основе законов механики — науки, которой в то время ещё не было.

### Пионеры авиастроения
В августе 1709 года, проживающий в Португалии бразилец Бартоломеу де Гусман — продемонстрировал модель воздухоплавательного аппарата, состоящего из яйцеобразной тонкостенной оболочки с подвешенной под ней маленькой жаровней. В одном из испытаний модель поднялась в воздух на 4 метра. В том же году Гусман приступил к осуществлению проекта «Пассаролы», но о степени его осуществления нет никаких данных. По мнению историков, Б. Гусман является основоположником теории воздухоплавания, основанной на изучения физических явлений природы, и пионером в разработке проекта воздухоплавательного транспортного средства.
В 1731 году подьячий нерехтец (житель Нерехты) Крякутный в Рязани совершил попытку подъёма на тепловом воздушном шаре, однако по мнению большинства современных историков — легенда не подтверждена документально и является сфальсифицированной.
Со второй половины XVIII века научно-технические изыскания в области авиастроения осуществлялись талантливыми энтузиастами с различным социальным статусом и различным образовательным уровнем. Зарождению авиастроения в значительной степени способствовали развивающиеся капиталистические производственные отношенния — всемерно стимулирующие научно технический прогресс в области машиностроения.
В 1765 г. немецкий изобретатель Бауэр, Мельхиор предложил проект самолёта — мускулолёта.
5 июня 1783 г. братья Монгольфье продемонстрировали полёт наполненной дымом сферической оболочки (диаметр около 11,5 м, объём 22000 куб. футов, вес 230 кг) — сшитой из полотна и оклеенной для непроницаемости бумагой. Оболочка плавно всплыла в воздухе до высоты 1500÷2000 м (по оценке очевидцев) и по мере охлаждении заполнявшего её дымного воздуха плавно опустилась на расстоянии около 2 км от точки взлёта. Полёт первого «монгольфьера», как впоследствии стали называть наполненные горячим воздухом аэростаты, был засвидетельствован актом, скреплённым подписями городских властей и направленным во французскую Академию Наук.
В 1783 г. французский изобретатель Жан Батист Мари Шарль Мёнье спроектировал первый в мире управляемый аэростатический летательный аппарат (дирижабль), однако практическое осуществление идеи сдерживалось отсутствием подходящего двигателя.
В 1799 г. английский изобретатель Кейли, Джордж явился автором идеи (концепции) создания ЛА тяжелее воздуха с неподвижным крылом, и отдельным от него движителем — выполнив эскиз аппарата с изображением диаграммы действующих на него сил в полёте. Эскизное изображение содержало в себе все основные части аэроплана нормальной аэродинамической схемы: корпус в виде лодки; неподвижную аэродинамическую несущая поверхность, установленную над корпусом, под некоторым углом; крестообразное хвостовое оперение установленное в кормовой части корпуса; поступательное движение аппарата в полёте должен был обеспечить 2-х вёсельный движитель.
В 1804 г. Дж. Кейли приступил к экспериментальным исследованиям аэродинамических характеристик крыла с использованием ротативной установки, в которой исследуемая аэродинамическая поверхность крепилась к концу рычага, вращающегося вокруг вертикальной оси под действием силы веса опускающегося груза. В ходе экспериментов Кейли измерял зависимость аэродинамической силы действующей на квадратную плоскую пластинку, в зависимости от угла атаки — получив, как было установлено вполне достоверные результаты. В этом же году Дж. Кейли изготовил экспериментальную модель планёра с крылом малого удлинения площадью около 993,5 см². (154 кв. дюймов), которая совершала полёты на расстояние 18-27 м (20-30 ярдов).
В 1808 г. Дж. Кейли изготовил модель планёра с крылом значительного удлинения, сложной формы в плане и искривлённым профилем — испытав её на привязи (подобно воздушному змею) и в свободном полёте.
В 1809 г. Дж. Кейли построил полноразмерный аэроплан: с неподвижным крылом, хвостовым оперением; с движителем в виде машущих крыльев; пилот располагался в вырезе центральной части крыла и при разбеге бежал по земле… В процессе испытаний ЛА выполнял кратковременные подлёты, но — без использования машущих крыльев.
В 1809—1910 гг. Дж. Кейли — впервые в мире, опубликовал свои труды по теории полёта планёра и аэроплана.
В 1816—1817 гг. и в 1837 г. Дж. Кейли опубликовал несколько авторских работ, посвящённых проблеме создания управляемого аэростата (дирижабля), в которых описал свои проекты дирижаблей: с применением машущих и винтовых (пропеллерных) движителей; с разделением корпуса дирижабля на изолированные отсеки; с жёсткой конструкцией корпуса и применением металлической обшивки.
В 1842 г. английские изобретатели Хенсон, Уильям и Дж. Стринфеллоу подали патентную заявку на «Воздушный паровой экипаж» («Aerial Steam Carriage») — первый в мире аэроплан, содержащий в себе все элементы винтомоторного аэроплана с паровым двигателем; в 1843 г. они получили Патент Британии (№ 9478) и зарегистрировали акционерное общество «Aeriel Transit Company»; в то же время Дж. Стрингфеллоу построил первую 6-ти метровую модель «воздушного экипажа» под названием «Ариэль», оснащённую малогабаритной паровой машиной мощностью 1 л. с.
В 1843 г. Дж. Кейли опубликовал две работы в которых: изложил идеи создания самолёта-полиплана; описал проект конвертоплана с четырьмя дискообразными, разрезанными на сегменты, несущими поверхностями, которые на взлётно-посадочных режимах должны были выполнять функцию несущих винтов.
В 1844 ÷1847 гг. Дж. Стрингфеллоу провёл испытания закреплённой на проволоке модели аэроплана «Ариэль» — последовательно изменяя многие параметры, переделывая планёр и увеличивая мощность паровой машины; результаты испытаний в основном оказались неудовлетворительными — максимальная дистанция горизонтального полёта не превысила десяти метров; испытаний на взлётно-посадочных режимах не проводили. К 1847 г. при поддержке Парламента, акционерное общество не смогло собрать средства необходимые на дальнейшую разработку и постройку прототипа «Ариэль»; в прессе появилась публикация о том, что «Ариэль» — это выдумка и мошенничество… Расстроенный Хенсон, Уильям вышел из дела.
В 1849 г. Дж. Кейли построил ЛА, принцип полёта которого был аналогичен ЛА постройки 1809 г.: фюзеляж выполнен в виде лодки и установлен на колёсном шасси; три неподвижные несущих поверхности располагались одна над другой (схема триплан); движитель в виде машущих крыльев-пропеллеров, приводимых в движение, либо мускульной силой пилота, либо тепловым двигателем, использующим в качестве рабочего тела нагретый воздух. Данный ЛА испытывался (так же, как и предыдущий) — без использования движителя и при разбеге под уклон, мог поднять вес «мальчика лет десяти», на высоту нескольких метров. Некоторые историки классифицируют эти испытания, как первые в мире полёты человека на планере, однако существуют и две альтернативные точки зрения:
 — по крайней мере часть планирующих полётов человека с возвышенностей на искусственных крыльях, описываемая множеством древних авторов, — реальна, и такие полёты можно классифицировать как полёты на планере, то есть первый полёт на планере был выполнен задолго до Кейли[4];
 — любое намерение использовать машущее крыло не позволяет классифицировать ЛА, как чистый планер, потому ни искусственные крылья древних ЛА, ни аппарат Кейли планерами не являлись, первые полёты на планере были выполнены позднее[4].
В 1852 г. Дж. Кейли — в журнале Mechanics’ Magazine, опубликовал проект планера (авторское название: «governable parachute» — «управляемый парашют»), указав на целесообразность использования неподвижной горизонтальной поверхности, расположенной позади крыла (стабилизатора) — для обеспечения продольной статической устойчивости ЛА , установленного на угол атаки, меньше, чем у крыла. При этом центр тяжести рекомендовалось располагать несколько впереди центра давления крыла.
В 1852 г. изобретатель Анри Жиффарсоздал первый в мире дирижабль с паровым двигателем — первый полёт 24 сентября 1852 г.
В 1863 г. французский изобретатель Шарль де Луврье запатентовал проект самолёта «Аэронав» («Aeronave») с винтомоторной силовой установкой, работающей на сжатом воздухе.
В 1864 г. русский изобретатель Н. А. Телешов, совместно с Менноном и Струве запатентовал во Франции и Великобритании два проекта летательных аппаратов: проект пассажирского самолёта с паровым двигателем под названием «Система воздухоплавания» и проект махолёта с мускульным двигателем (Патент Великобритании № 2299). Телешов и его партнёры получали патенты на свои изобретения, как представители фирмы «Меннон и Телешов» (Mennons & Telescheff). Самолёт «Система воздухоплавания» предназначался для перевозки 120 пассажиров; самолёт представлял собой цельнометаллический моноплан с верхнерасположенным крылом весьма малого удлинения; фюзеляж продолговатой обтекаемой формы с прямоугольным поперечным сечением, с двумя пассажирскими палубами; крыло имело тонкий слабоизогнутый профиль, заострённый с обоих концов, контуры которого образовывались двойной матерчатой обшивкой; нагрузки, действующие на крыло, должны были восприниматься системой расчалок и внутренними силовыми элементами крыла ферменной конструкции; управление ЛА должно было осуществляться с помощью рулей высоты и направления, расположенных в струе толкающего воздушного винта; предусматривалась возможность управления положением центра тяжести самолёта посредством перемещения специального груза вдоль бушприта на носовой оконечности фюзеляжа;толкающий воздушный винт, располагался на хвостовой оконечности фюзеляжа и приводился во вращение паровой машиной, установленной в середине фюзеляжа, посредством длинного вала; для разбега при взлёте предусматривалось отделяемое шасси в виде-тележки.
В 1865 г. Шарль де Луврье несколько переработал свой проект «Аэронав» — заменив винтомоторную силовую установку реактивной, предполагая использовать в качестве двигателя, запатентованный де Луврье, — клапанный пульсирующий воздушно-реактивный двигатель (ПуВРД), работающий на жидком углеводородном топливе.
В 1867 г. Н. А. Телешов запатентовал во Франции и Германии проект самолёта с пульсирующим воздушно-реактивным двигателем под названием «Усовершенствованная система воздухоплавания» (в некоторых источниках проект проходит под названием «Дельта») — предназначался для перевозки пассажиров внутри закрытого фюзеляжа; представлял собой моноплан с высокорасположенным треугольным крылом и продолговатым, заострённым с носа, фюзеляжем круглого сечения, геодезической конструкции (образованной диагональными силовыми элементами, расположенных непосредственно под обшивкой); обшивка фюзеляжа и крыла предполагалась полотняной; в хвостовой части фюзеляжа предполагалась установка ПуВРД, устройство которого было запатентовано Телешовым. Проект «Дельта» явился одним из первых проектов самолёта с ПуВРД и воздушно-реактивным двигателем.
В 1874 г. французский морской офицер — Ф. дю Тампль — создал первый в мире аэроплан с паровой винтомоторной установкой оригинальной схемы — лично совершил на своём аппарате кратковременный подлёт.
В 1882 г. русский морской офицер — капитан I ранга А. Ф. Можайский спроектировал и построил первый в мире «воздухоплавательный снаряд» с паровой винтомоторной установкой английской разработки.
Первенство в создании первого в мире пилотируемого летательного аппарата использующего аэродинамический принцип полёта (дю Тампль или Можайский) до настоящего времени является предметом дискуссий историков… Технические идеи и практические достижения А. Ф. Можайского, а также последующие научные изыскания в области аэродинамики и теории полёта явились основой для широкого развития конструкторских решений в направлении самолётостроения. Вслед за Можайским к созданию самолётов приступили во Франции, США, Англии, Германии, Румынии и др.[Красовский_ 1968(11)] С этого времени, по аналогии с дирежаблестроением, — прогресс развития мирового самолётостроения оказался в полной зависимости от прогресса в области создания и развития авиационных двигателей внутреннего сгорания.
В 1884 г. совершил первый полёт французский военный дирижабль с электрическим двигателем мощностью 8,5 л.с, построенный Шарлем Ренаром и Артуром Кребсом.
Первые «мягкие» дирижабли французской конструкции оказались недостаточно прочными, недолговечными и поэтому не пригодными для регулярных продолжительных полётов, вплоть до создания авиационного двигателя внутреннего сгорания.

## Промышленное авиастроение
В 1884 г. осуществил первый полностью управляемый полёт французский мягкий дирижабль «La France» (длина 78 м; объём 1900 м³).
Параллельно с постройкой и развитием получивших признание мягких дирижаблей, велось проектирование жёстких дирижаблей, которые, как оказалось впоследствии, могут иметь значительно большую грузоподъёмность по сравнению с самолётами. Пионером в деле создания и развития жёстких дирижаблей явился немец — граф Фердинанд фон Цеппелин.
В 1899 г. в плавучем сборочном цехе на Боденском озере в Заливе Манзелл, Фридрихсхафен началось строительство первого в мире жёсткого дирижабля (тип «Цеппелин»). Организация производства обуславливалась тем, что основатель предприятия — Граф фон Цеппелин, истратив на реализацию проекта все своё состояние — не располагал достаточными средствами для аренды земли под производственные площади. Первый опытный жёсткий дирижабль «LZ 1» («Luftschiff Zeppelin») — габаритная длина 128 м; носовая и кормовая части одинаковые: длина — 16 м; форма дирижабля — сигарообразная.
средняя часть цилиндрическая длина — 96 м; диаметр — 11,7 м; площадь миделя — 36,7 м²; объём — 11298 м³; материал — алюминий; два двигателя внутреннего сгорания марки «Даймлер» мощностью по 14,2 л. с. (10,6 кВт); относительное удлинение — 10,98; балансировался перемещением груза между двумя гондолами.
2 июля 1900 г. дирижабль «LZ 1» совершил первый, 18-ти минутный полёт — прерванный аварийной посадкой на озеро по причине поломки механизма продольной балансировки. После восстановительного ремонта, «LZ 1» был успешно испытан в последующих полётах — побив рекорд скорости французского дирижабля «La France» (6 м/с против 3 м/с), тем самым было положено начало германо-французскому соперничеству в области дирижаблестроения. Однако этого оказалось недостаточно для привлечения в германское дирижаблестроение значительных инвестиций. Первые полёты серийных дирижаблей Цеппелин убедительно показали перспективность их использования в военном деле, но лишь спустя несколько лет, в условиях подготовки Германии к войне, Цеппелин получил достаточное финансирование.
19 октября 1901 г. французский воздухоплаватель Альберто Сантос-Дюмон на дирижабле собственной конструкции, после нескольких попыток, облетел Эйфелеву башню со скоростью чуть более 20 км/час.
В 1903 г. в США, механики-самоучки братья Райт построили первый в мире аэроплан с двигателями внутреннего сгорания, имеющими меньший вес чем паровая машина.[Красовский_ 1968(11)]
К 1906 г. Цеппелин построил усовершенствованный дирижабль, который заинтересовал военных. В военных целях применялись поначалу полужёсткие, а затем мягкие дирижабли «Парсеваль», а также дирижабли «Цеппелин» жёсткого типа;
23 октября 1906 года, в Париже, Сантос-Дюмон совершил первый в Европе публичный полёт на аэроплане, получившим название «Santos-Dumont 14-bis» или «Oiseau de proie» (франц. «хищная птица»). По мнению историков (сторонников приоритета Сантос-Дюмона), он стал первым пилотом аппарата тяжелее воздуха, совершившим все этапы полёта (взлет, горизонтальный полёт и посадку) без использования для взлёта дополнительных, внешних устройств и благоприятных погодных факторов (катапульты, рельсовых направляющих для разбега, сильного встречного ветра).
В 1910 году была открыта первая в Европе воздухоплавательная пассажирская линия Фридрихсхафен—Дюссельдорф, по которой курсировал дирижабль «Германия».
В 1910 г. русские авиационные заводы: первого Российского товарищества воздухоплавания (С. С. Щетинина), Акционерного общества воздухоплавания (В. А. Лебедева), Русско-Балтийский завод и др.), по заказам военного ведомства — приступили к производству самолётов в основном французских конструкций («Ньюпор-4», «Фарман-16», «Фарман-22»).[Красовский_ 1968(12)]
В 1913 г. был принят на вооружение жёсткий дирижабль «Шютте-Ланц».
В январе 1914 г. германский воздухоплавательный флот по общему объёму (244 000 м³) и по боевым качествам дирижаблей являлся самым мощным в мире.
В 1914 г. сравнительные испытания дирижаблей различных типов показали абсолютное превосходство дирижаблей жёсткого типа, которые при длине 150 м и объёме оболочки 22 000 м³ поднимали до 8000 кг полезной нагрузки, имея максимальную высоту подъёма 2200 м (германских военные 3-х моторные (мощностью по 210 л. с.) дирижабли постройки 1914÷1918 гг. показывали скорость полёта 21 м/с и достигали потолка до 8000 м);полезная нагрузка включала средства поражения: 10-ти килограммовые бомбы, и 15-см и 21-см гранаты (общим весом 500 кг) и радиотелеграфное оборудование.
Подготовка экономически развитых государств к предстоящей мировой войне и её ход, оказали значительное стимулирующее воздействие на развитие научно-исследовательской базы авиастроения. В 1914÷1917 гг. были основаны и получили значительное развитие авиационные научно-исследовательские центры с солидной экспериментальной базой: в Германии — аэродинамическая лаборатория проф. Л.Прандтля и лаборатории самолётостроительной организации «Flugzeugmeisterei»; в Англии — Королевский авиационный исследовательский институт «Royal Aircraft Establishement (RAE)" и Национальные физические лаборатории «National Physical Laboratory (NPL)»; во Франции — государственный комплекс аэродинамических лабораторий «Шале-Медон»; в США — Национальный консультативный комитет по аэронавтике «National Advistory Committee for Atronautics (NASA)»; в России работали небольшие аэродинамические лаборатории и расчётные бюро при высших технических учебных заведениях (на кораблестроительном факультете Петербургского политехнического института, в Петербургском институте инженеров путей сообщения) под руководством профессоров К. П. Боклевского, А. П. Фан-дер-Флита и Н. А. Рынина; особую значимость имело Авиационное расчётно-испытательное бюро, учреждённое по настоянию Н. Е. Жуковского при Московском высшем техническом училище.